# Renata Kocwa-Haluch
Renata Aleksandra Kocwa-Haluch – polska inżynier środowiska i ekolożka, profesor nauk technicznych, wykładowczyni akademicka, w latach 1993–1999 prodziekan Wydziału Inżynierii Środowiska Politechniki Krakowskiej, w latach 2007–2013 kierowniczka Katedry Technologii Środowiskowych Politechniki Krakowskiej.

## Życiorys
Urodziła się jako córka Aleksandra Kocwy i Elżbiety z domu Bargiel.
W 1968 roku ukończyła studia na Wydziale Farmaceutycznym Akademii Medycznej w Krakowie. W 1972 roku podjęła pracę naukową na Politechnice Krakowskiej.
W 1983 roku uzyskała stopień doktora nauk technicznych na Wydziale Inżynierii Sanitarnej i Wodnej Politechniki Krakowskiej. Tam też habilitowała się w 1993 roku. Również w 1993 roku objęła kierownictwo Zakładu Biologii Środowiska Politechniki Krakowskiej, na którego czele pozostała do roku 2007. W latach 1993–1999 była prodziekanem Wydziału Inżynierii Środowiska Politechniki Krakowskiej. Tytuł naukowy profesora nauk technicznych otrzymała w 2002 roku. W latach 2007–2013 była kierowniczką Katedry Technologii Środowiskowych Politechniki Krakowskiej.
W 2005 roku objęła stanowisko przewodniczącej Komisji Stopni i Rozwoju Kadry Naukowej Wydziału Inżynierii Środowiska Politechniki Krakowskiej. W latach 2009–2012 była członkinią Komisji Rektorskiej Politechniki Krakowskiej ds. Rozwoju Kadry Naukowej. Została wybrana w skład Konwentu Seniorów Politechniki Krakowskiej.
Prowadziła wykłady z biologii i ekologii, mikrobiologii, podstaw biotechnologii, biochemii i biologii sanitarnej na Wydziale Inżynierii Środowiska Politechniki Krakowskiej. Opublikowała skrypt Wirusologia w inżynierii środowiska. Wykładała również na Wydziale Budownictwa i Inżynierii Środowiska Politechniki Świętokrzyskiej oraz w Krakowskiej Wyższej Szkole Promocji Zdrowia, gdzie została członkinią uczelnianego Senatu oraz kierowniczką senackiego Zespołu Nauk Chemicznych.
Opublikowała jako autorka lub współautorka ponad siedemdziesiąt prac naukowych. Była autorką także ponad stu nieopublikowanych raportów i sprawozdań z zespołowych prac naukowo-badawczych. Brała udział w realizacji sześciu projektów badawczych finansowanych przez Komitet Badań Naukowych oraz Ministerstwo Nauki i Szkolnictwa Wyższego.
Była wybierana na członkinię szeregu organizacji naukowych, m.in. Sekcji Inżynierii Sanitarnej przy Komitecie Inżynierii Lądowej i Wodnej Polskiej Akademii Nauk (1993–2002), Komitetu Gospodarki Wodnej Polskiej Akademii Nauk – Oddziału Krakowskiego, New York Academy of Science (1995–2004), International Water Association, Polskiego Towarzystwa Mikrobiologów, Polskiego Towarzystwa Hydrobiologicznego. Znalazła się w komitecie honorowym konferencji Hydromicro zorganizowanej przez Instytut Oceanologii PAN (2021).
Była promotorką w trzech przewodach doktorskich, recenzowała dwadzieścia prac doktorskich, siedem prac habilitacyjnych (recenzje wydawnicze), piętnaście prac habilitacyjnych i dorobku naukowego w przewodach habilitacyjnych, dwa wnioski o nadanie tytułu profesora.

## Nagrody i odznaczenia
- Srebrny Krzyż Zasługi (1998)[8],
- Medal Komisji Edukacji Narodowej (2003)[2];
- Honorowa Odznaka Politechniki Krakowskiej (2005)[2];
- Złota Odznaka Politechniki Krakowskiej (2011)[2];
- Złoty Medal za Długoletnią Służbę (2015)[9];
- Nagroda Naukowa Ministra Nauki i Szkolnictwa Wyższego III stopnia, indywidualna[2];
- Nagroda Rektora Politechniki Krakowskiej (kilkakrotnie, w tym dwukrotnie nagroda indywidualna II stopnia)[2].